# João Gonçalves Zarco
João Gonçalves Zarco, född 1390 i Tomar i Portugal, död 21 november 1471 i Funchal på Madeira, var en portugisisk upptäcktsresande i tjänst hos Henrik sjöfararen.

## Biografi
João Gonçalves Zarcos var son till Gonçalo Esteves Zarco, riddare hos Johan I av Portugal och Brites de Santarém. Tomar i distriktet Santarém blev säte för Kristusorden 1319 och härifrån började Kung Johan organisera de portugisiska upptäcktsresorna.
Zarco gick tidigt till sjöss och deltog i försvaret av Algarves kust, som hotades av morer och pirater. Sannolikt deltog han också vid erövringen av Ceuta, för 1418 fick Zarco och Tritão Vaz Teixeira i uppdrag att utforska Afrikas kust. De fann Porto Santo nordöst om Madeira och rapporterade till prins Henrik. Vid nästa resa landade expeditionen på Madeiras sydkust. Zarco döpte en mindre bukt till Câmara de Lobo. De återvände till prins Henrik, och Zarco blev utnämnd till guvernör på södra Madeira och Teixeira på norra delen av ön.
Zarco gifte sig med Constanza Rodrigues de Almeida. Paret reste tillbaka till Madeira och tog sin mark i besittning. År 1437 deltog Zarco i en misslyckad expedition till Tanger organiserad av prins Henrik. Zarco brukade skogen på sin mark och byggde karaveller som användes på upptäcktsfärderna utmed den afrikanska kusten.